# Robert Mörner
Robert Fredrik Mörner af Morlanda, född 28 februari 1866 i Hedvig Eleonora församling, död 3 mars 1961 i Strängnäs stadsförsamling i Södermanlands län, var en svensk greve och folkhögskolerektor. Han var bror till Carl Mörner.
Robert Mörner var son till greve Carl Mörner. Fadern var filosofie doktor i historia, sekreterare i Statistiska centralbyrån, redaktör för Statskalendern och medarbetare i Stockholms dagblad. Hans mor Sally Fries var dotter till Elias Fries. Robert Mörner var som liten ett sjukligt barn, och läkarna ansåg att han troligen inte skulle överleva spädbarnsåren. Fadern köpte 1868 Hofsta dit familjen flyttade våren 1869. Fadern avled i mars 1875, och familjen sålde då Hofsta, men behöll utgården Marieberg, dit familjen nu flyttade. 1877 började han studera vid Uppsala högre allmänna läroverk. Studierna gick inget vidare, han hade svårt fokusera på sina uppgifter och tog ganska lättvidigt på sina studier. Stenografi blev ett av Mörners stora intressen, och han grundade 1883 stenografiföreningen Iris, och kom att undervisa en mängd andra elever i ämnet. 1885–1886 studerade han en tid vid läroverket i Lausanne, men hade även här svårt att lägga energi på studierna, sällskapsliv och nöjen tog mer energi i anspråk. Våren 1886 blev Mörner volontär vid Södermanlands regemente. Han trivdes med den militära disciplinen, befordrades 1888 till underlöjtnant, 1895 till löjtnant och 1904 till kapten. 1892–1894 genomgick han Krigshögskolan. Då han sommaren 1893 tjänstgjorde vid Första Göta artilleriregemente bivackerade regementet vid Nääs slöjdlärarseminarium. Här träffade han Otto Salomon, som blev en god vän, och som väckte Mörners intresse för folkhögskoleundervisning. När han under sommaren 1894 vistades i Grebbestad, deltog han i en föreläsningskurs och träffade där Svea Palm, som var slöjdlärarinna från Borås, som kom att bli hans hustru.
År 1894 brann huvudbyggnaden på Marieberg ned, och familjen saknade nu hem. Nyåret 1895 anställdes Mörner som förvaltare hos en släkting, baron Fabian Barnekow på Örbyhus. Här blev läraren vid godsets skola sjuk, och Fabian Barnekow övertalade Mörner att under två månader gå in som vikarie. Han trivdes mycket med uppgiften, och Barnekow skall ha sagt "Du har misstagit dig på ditt kall, du skulle ha blivit skollärare". I Örbyhus fick Mörner tillfälle att prova på skidåkning, och under den följande vintern besökte han vännen löjtnant Nils David Edlund i Bollnäs för att få instruktioner i skidåkning. Edlund var då extralärare vid folkhögskolan i Bollnäs, och rådde honom att söka plats vid en folkhögskola. Mörner skrev brev till sin mosters man August Almén, som ordnade en anställning vid den nyinrättade folkskolan i Vänersborg. 1898 flyttade skolan till Herrljunga.
Då han på nyåret 1900 fick höra talas om att en folkhögskola planerades i Jämtlands län, lyckades han genom August Almén komma i kontakt med Sven Kardell som var sekreterare i den landstingskommitté som hade till uppgift att utreda frågan. Han erbjöd kommittén sina tjänster och fick uppdrag att utforma organisations- och ekonomiplanen. Under våren 1900 höll han i Jämtland föredrag om folkhögskolans betydelse och uppgifter, och då föreståndarplatsen utlystes hösten 1900, sökte och erhöll han platsen. Sommaren 1901 begärde han avsked från militärtjänsten, och i augusti 1901 flyttade han upp för att leda arbetet vid Jämtlands läns folkhögskola. Mörner förblev skolans föreståndare till 1928, då han valde att gå i pension. Han kvarstod dock en tid som bibliotekarie, ordförande och kassör i Barnhemmets styrelse och som föreståndare för trädgårds- och försöksanstalten samt som ledare för folkhögskolekurserna i Härjedalen. 1933 lämnade han slutligen Birka och slog sig ned i Strängnäs.
Mörner var 1907–1916 rektor för Åsgårds skolkoloni. Han utgav även läroböcker, bland annat i stenografi.